# 式守秀五郎
式守 秀五郎（しきもり ひでごろう）は、日本相撲協会の年寄名跡のひとつで、式秀（しきひで）の通称で呼ばれている。由来は行司名がそのまま名跡となったもので、安永年間（1772年〜1781年）の創設とされている。

## 式秀の代々
- 代目の太字は、部屋持ち親方。

| 代目 | 引退時しこ名     | 最高位 | 現役時の所属部屋        | 襲名期間                                         | 備考     |
| ---- | ---------------- | ------ | ----------------------- | ------------------------------------------------ | -------- |
| 初代 | 式守秀五郎       |        |                         |                                                  |          |
| 2代  | 式守伊之助 (7代) |        | 式守伊之助-伊勢ノ海部屋 | ?-1883年8月15日（死去）                          | 二枚鑑札 |
| 3代  | 木村誠道         |        | 清見潟-高砂部屋         | 1887年1月-1889年5月（返上）                      | 二枚鑑札 |
| 4代  | 北ノ海十五郎     |        | 伊勢ノ海部屋            | 1894年?-1908年9月（死去）                        |          |
| 5代  | 有明吾郎         | 小結   | 伊勢ノ海部屋            | 1912年?-1943年2月（死去）                        | 二枚鑑札 |
| 6代  | 有明五郎         | 前11   | 錦嶋部屋                | 1943年5月-1959年7月（死去）                      | 二枚鑑札 |
| 7代  | 不動岩三男       | 関脇   | 粂川-双葉山-時津風部屋  | 1960年3月-1961年11月（廃業）                     | 借株     |
| 8代  | 潮錦義秋         | 小結   | 荒汐-双葉山-時津風部屋  | 1961年11月-1989年9月（停年（定年。以下同）退職） |          |
| 9代  | 大潮憲司         | 小結   | 時津風部屋              | 1989年9月-2013年1月（停年退職）                  |          |
| 10代 | 北桜英敏         | 前9    | 北の湖部屋              | 2013年1月-                                       |          |